# 奥尔布河畔阿尔内
奥尔布河畔阿尔内（法語：Arnex-sur-Orbe）是瑞士联邦西部法语区的沃州下设的一个市镇。在行政上属于沃州北汝拉区管辖。奥尔布河畔阿尔内的总面积为7.61平方公里。截至2007年，总人口为552。